# Neotaphos
Neotaphos is een kevergeslacht uit de familie van de boktorren (Cerambycidae). De wetenschappelijke naam van het geslacht werd voor het eerst geldig gepubliceerd in 1936 door Fisher.

## Soorten
Neotaphos omvat de volgende soorten:
- Neotaphos hamaticollis (Guérin-Méneville, 1844)
- Neotaphos rachelis Fisher, 1937